# أرتيمول
الأرتيمول (بالإنجليزية: Artemotil)‏ مركب كيميائي صيغته الجزيئية C17H28O5.

## التصنيف العلاجي
عامل مضاد للأوالي: مضاد للملاريا.
يعرف أيضاً بـ β-arteether، هو مبيد سريع التأثير للمتقسمات الدموية وهو مُستطب خصيصاً لعلاج الملاريا المنجلية المقاومة للكلوروكين وحالات الملاريا الدماغية. هوالمشتق نصف الاصطناعي للأرتيميسينين، المنتج الطبيعي من نبتة الشيح الصينية. حالياً يستخدم فقط كدواء الخط الثاني في الحالات الشديدة من الملاريا.

## المرجع
1. ↑  Chambers, Michael. "ChemIDplus - 109716-83-8 - NLYNIRQVMRLPIQ-APPDHFLQSA-N - Arteether - Similar structures search, synonyms, formulas, resource links, and other chemical information". chem.nlm.nih.gov (بالإنجليزية). Archived from the original on 2020-03-29. Retrieved 2020-03-29.